# Jiří Krkoška
Jiří Krkoška (* 2. März 1984) ist ein ehemaliger tschechischer Tennisspieler.

## Karriere
Krkoška spielte ab dem Jahr 2006 regelmäßig Turniere bei den Profis, dort hauptsächlich Turniere auf der drittklassigen ITF Future Tour. Während er im Einzel häufig in den ersten beiden Runden scheiterte, gewann er im Doppel 2007 seine ersten drei Titel, wodurch er das Jahr unter den Top 500 der Weltrangliste beendete. Im Folgejahr verbesserte er seine Position durch weitere Doppeltitel, im Einzel gelang ihm vermehrt der Einzug ins Viertelfinale, was in einem 758. Rang resultierte, sein Karrierebestwert.
2009 trat Krkoška auch bei Turnieren der höher dotierten ATP Challenger Tour an, wo er im Doppel sofort kleinere Erfolge erzielen konnte. Nachdem er in Qarshi noch im Halbfinale gescheitert war, gelang ihm in Saint-Rémy-de-Provence der Einzug ins Finale. Dort schlug er an der Seite von Lukáš Lacko das belgische Duo Ruben Bemelmans und Niels Desein in drei Sätzen und feierte seinen einzigen Challengertitel. Durch weitere Finaleinzüge in Taschkent und Bergamo verbesserte er sich weiter in der Weltrangliste, sodass er im März 2010 mit dem 167. Rang seine beste Platzierung erreichte. Sein letztes Spiel bestritt er im September 2010 beim Challenger in Trnava.

## Erfolge
| Legende (Anzahl der Siege)  |
| Grand Slam                  |
| ATP World Tour Finals       |
| ATP World Tour Masters 1000 |
| ATP World Tour 500          |
| ATP World Tour 250          |
| ATP Challenger Tour (1)     |

### Doppel

#### Turniersiege
| Nr. | Datum              | Turnier                | Belag | Partner     | Finalgegner                  | Ergebnis         |
| --- | ------------------ | ---------------------- | ----- | ----------- | ---------------------------- | ---------------- |
| 1.  | 12. September 2009 | Saint-Rémy-de-Provence | Sand  | Lukáš Lacko | Ruben Bemelmans Niels Desein | 6:1, 3:6, [10:3] |